# 井上陽水
井上陽水（日语：いのうえ ようすい，本名同，但讀音為，1948年8月30日—），為日本作詞家、作曲家、歌手。血型AB型，身高178cm。

## 人物
福岡県嘉穂郡幸袋町（現・飯塚市幸袋地區）出身。70年代時與吉田拓郎被視為日本最重要的民謠搖滾與「新音樂」創作歌手之一。1973年發表的專輯「冰的世界」（氷の世界）據Oricon公信榜黑膠唱片專輯冠軍共35周（為史上最長），據前十名113周，為1974年及1975年兩年年度冠軍（史上唯一），累計銷售突破145萬張（為日本流行樂史上第一張百萬專輯）。之後於1984年發表的專輯累計銷售突破114萬張，成為1985年的年度專輯榜冠軍，1999年的精選輯「GOLDEN BEST」更衝上200萬張，在漫長的音樂生涯中仍常保高人氣，為日本流行樂壇的最重要人物之一。
出道前即為披頭四的狂熱樂迷，在演唱會與電視節目中均常演唱他們的曲目，作品中也隨處可見受到披頭四的影響。
與現在（第二任）的妻子石川之間育有一男二女，長女為作詞家、歌手依布更紗。

## 作品

### 單曲
依所屬不同唱片公司時期區分。曲名後的「c/w」為B面或搭配曲。單曲中收錄三首以上者則以半形「/」符號區隔。同一首曲目的演奏曲、卡拉OK版則省略之。

#### CBS SONY(名義)時期
- （1969年9月1日）
- （1969年12月5日）
- （1970年10月）

#### Polydor時期
- （1972年3月1日，1989年5月25日重發）
- （1972年7月1日）
- （1973年3月1日，1989年5月25日重發）
- （1973年9月21日，1989年5月25日重發）
- （1974年4月1日）
- （1974年9月1日）
- （1975年6月21日）

#### FORLIFE時期
- （1975年11月25日）
- （1976年2月25日）
- （1977年5月25日）
  - 編輯有微妙差異，其他三首曲目均為既出。
- （1978年8月10日）
- （1978年10月21日）
  - 的重錄版，於專輯『EVERY NIGHT』中收錄。單曲版本則僅收錄於此。
- （1979年8月5日）
- （1980年7月5日）
  - 「BRIGHT EYES」為動畫電影《猛兔雄兵》在日本上映時所使用的主題歌，翻唱自亞特·葛芬柯的原片主題歌，歌詞則改為日語。
- （1980年11月21日）
  - 1999年5月21日重發時，搭配曲目改為。
- （1981年6月21日）（1988年5月21日重發）
- （1981年11月21日）
- （1982年7月5日）（1988年10月21日重發）
- （1982年10月21日）
- （1983年2月5日）
  - 的編曲版本與專輯『LION & PELICAN』收錄版不同。
- （1983年12月5日）
  - 「誘惑」為比專輯版曲尾淡出效果較短的版本，僅收錄於此單曲中。
- （1984年7月21日）
- （1984年10月24日）（1988年5月21日重發）
- （1986年5月21日）（1996年2月21日重發）
  - 1985年為SUNTORY「角瓶」、1996年於SAPPORO啤酒、2007年為全日空、2011年為SAPPORO企業廣告所採用的廣告曲。
- （1987年11月21日）
- （1988年9月7日）
- （1989年7月21日）
- （1989年12月21日）
- （1990年9月21日）
- （1991年3月21日）
- （1992年10月21日）
  - 「結詞」收錄版本與專輯相同。
  - 為收錄於專輯『ReMASTER』的曲目。
- （1993年3月19日）
- （1993年7月21日）
  - 富士電視台日劇《相逢何必曾相識》主題歌。2006年12月並用於TOYOTA「BLADE」汽車廣告曲。
- （1993年11月3日）
  - NHK晨間連續劇主題歌。
- （1994年4月10日）
- （1994年10月21日）
  - 此處從CD封套標記，視為雙A面單曲。
- （1995年12月6日）
- （1998年2月21日）
- （2001年1月24日）
  - 為翻唱曲。原為西田佐知子首度演唱的日語曲目。
  - 為西郷輝彦，為葉山，為加山雄三的翻唱曲。
- （2001年4月1日）
  - 翻唱自THE TIGERS樂團，則為翻唱加山雄三的曲目。
- （2001年11月21日）
  - 、為演唱會中的即興演奏曲目。
- （2002年4月3日）
- （2002年8月21日）
- （2002年10月23日）
  - 為再度收錄出自『Blue Selection』的版本。
  - 收錄版本與專輯中相同。
- （2006年3月29日）
  - 雙A面單曲。的作詞是與長女依布更紗合作。
- Love Rainbow c/w LOVE LILA （2009年4月29日）
  - 睽違三年發行的單曲。

### 專輯

#### 個人作品

##### Polydor時期
- （1972年5月1日）
- （1972年12月10日）
- （1973年7月1日）
  - 為演唱會錄音。
- （1973年12月1日）
  - 日本流行樂壇首張銷量破百萬的專輯。
- （1974年10月1日）

##### FORLIFE時期
- （1976年3月25日）
  - 井上陽水在成立FORLIFE公司後首張推出的作品。
- （1976年12月5日）
  - 演唱會錄音，尚未CD化。
- （1978年7月25日）
  - 爆發持有大麻事件被捕後推出的首張專輯，事件似乎是於本作錄音期間所發生。
- （1979年9月21日）
- EVERY NIGHT（1980年12月5日）
- （1981年11月21日）
- LION & PELICAN（1982年12月5日）
  - 井上自己經常提及，在演唱會上亦常演唱本作的相關曲目。
- （1983年12月5日）
- （1984年12月21日）
  - 第二張百萬專輯。
- （1986年8月27日）
  - 演唱會錄音。
- Negative（1987年12月16日）
- （1990年10月21日）
- （1992年11月20日）
  - 本人作品翻唱輯。其中的「Just Fit」原是為澤田研二所作的曲目。
- UNDER THE SUN（1993年9月15日）
- （1994年10月21日）
  - 台灣目前（至2020年止）唯一正式代理（當時由波麗佳音發行）的井上陽水作品，中文標題譯為《虛幻一世》。
- 九段（1998年3月18日）
- UNITED COVER（2001年5月30日）
  - 其他歌手的曲目翻唱輯。但其中僅有為他本人的作品。
- （2002年7月24日）
- Blue Selection（2002年11月20日）
  - 本人作品翻唱輯。全曲以爵士風重新編曲。
- LOVE COMPLEX（2006年6月28日）
- 魔力（2010年11月17日）

#### 精選輯等
- （1975年7月21日）
  - 首張精選輯。
- （1976年10月21日）
- （1980年9月21日）
  - 僅發行錄音帶版。內含僅收錄於此版本中的音源。
- （1981年3月21日）
  - 僅發行錄音帶版。
- （1982年4月5日）
  - 僅發行錄音帶版的演唱會錄音。
- YOSUI SINGLE COLLECTIONS（1987年）
  - 僅發行CD、錄音帶版。收錄等14首曲目。
- NO SELECTION 井上陽水全集（1991年12月11日）
  - 將Polydor時代與FORLIFE時代的共十四張專輯，再加上單曲集『SPECIAL EDITION 1』、『SPECIAL EDITION 2』的全16片套裝版。
  - 『SPECIAL EDITION1』中內含時代的六首曲目。
  - 附贈非賣品VHS『SELECTION』，收錄了初期作品的MV。
- 平凡（1985年3月5日）
  - 僅再度收錄於此專輯。則收錄單曲版。
- GOLDEN BEST（1999年7月28日）
  - 兩片裝精選輯。銷售創下200萬張以上的記錄。
- GOLDEN BAD（2000年7月28日）
  - 由井上本人挑選包括B面曲與專輯收錄曲等曲目的「地下版精選」。
- 井上陽水 ReMASTER（2001年5月30日）
  - FORLIFE時代的15張專輯，加上單曲集『ReMASTER extra-1』、『ReMASTER extra-2』的17片套裝版。
  - 追加收錄曲目，為僅收錄於此專輯中的「少年時代」演唱會錄音版本。
- GOLDEN BEST SUPER（2003年6月25日）
  - 將『GOLDEN BEST』加上『GOLDEN BEST SUPER Disc3』的三片裝限定盤。
  - 『Disc3』中收錄的部分演唱會錄音、以期間限定方式於網路開放下載。
- （2008年7月16日）
  - 以2007年巡迴演唱會至初期樂曲為中心，所收錄的自彈精選。當初於2008年巡迴演唱會場限定先行販售，但因迴響相當熱烈，而迅速改為一般流通管道方式發售。
- BEST BALLADE（2008年12月10日）
  - 抒情曲精選輯。

#### 其他
- （1975年7月29日）
  - 包括演唱會錄音等僅有此專輯才能聽到的貴重音源，卻因未經井上同意就逕自上市，而遭到停止發行的LP。
- （1976年11月10日）
  - 小室等、吉田拓郎、井上陽水、泉谷茂的合輯作品。
- （1978年5月）
  - 翻唱賽門與葛芬柯的「Homeward Bound」、「Cloudy」。
- Natural Menu（1979年12月10日） 
  - 来生孝夫的專輯。於一曲中參與和音。
- （1986年9月25日）
  - 與安全地帯合唱，歌手名義為「井上陽水・安全地帯」。
- （1986年11月5日）
  - 歌手名義為「井上陽水・安全地帯」。演唱會錄音。
- （1997年12月10日）
  - 將井上的歌曲搭配115幅插畫的CD-ROM。內含僅收錄於此的珍貴錄音。
- （1995年）EMI MUSIC JAPAN
  - 演唱超現實風的第37首曲目。
- RESPECT! The 30th Anniversary of Kiyoshiro Imawano（2000年5月5日）
  - 2000年3月3日於日本武道館舉行的忌野清志郎30周年記念演唱會錄音，與忌野清志郎演唱。另外在2000年6月14日發售同場演唱會的DVD，同樣收錄了的演唱畫面。
- （2000年10月21日）
  - 来生孝夫的單曲。分單曲版與專輯版（收錄於專輯『Dear my company』），兩版本均參與作詞與和音。而此曲分為兩個版本，也是出於井上陽水的提案。
- Queen's Fellows: yuming 30th anniversary cover album（2002年12月11日）
  - 松任谷由実的致敬專輯。井上參加曲目為。
- Rendez-vous（2004年3月30日，日本版為31日發售）
  - 法國女歌手珍·寶金的專輯。
  - 「Canary Canary」為井上舊曲配上英語歌詞的版本，由珍·寶金與井上合唱。
  - 井上的參加作品唯一於海外發售的例子。
- （2004年10月20日）
  - 歌手名義為「持田香織 produced by 井上陽水」。是由持田香織來演唱的井上作品。
  - 為井上的舊作翻唱。井上本人參與口琴吹奏。
  - 是為此單曲所提供的曲目。井上並參與和音工作。
  - 專輯『LOVE COMPLEX』收錄井上自己演唱的版本。
- YOSUI TRIBUTE（2004年11月10日）
  - 井上陽水自己的致敬專輯。
- （2005年7月27日）
  - 歌手名義為「忌野清志郎 with 井上陽水」。
- （2006年3月8日）
  - 矢野顕子的專輯。井上擔任「架空の星座」作詞，並與矢野合唱。
  - 專輯『LOVE COMPLEX』中，收錄的重新錄音版本。
- （2007年10月17日）
  - 名作曲家服部良一的致敬專輯。參與第2首曲目。
- （2007年10月24日）
  - 奥田民生的致敬專輯。井上的演唱曲目為「The STANDARD」。

### 映像作品
- （1986年9月1日）
  - 演唱會映像。以VHS、LD、β三種形態發售。
- （1989年4月21日）
  - 演唱會映像。以VHS、LD、β三種形態發售。
- （1989年10月21日）
  - 音樂影帶。以VHS與LD方式發售。
- 井上陽水 CONCERT 1999〜2001 UNITED TOUR（2001年12月5日）
  - 演唱會映像。以VHS與DVD方式發售。
- 「The Premium Night」 （2007年4月11日）
  - 演唱會映像。僅發售DVD。
- 「40th Special Thanks Live in 武道館」（2010年3月31日）
  - 演唱會映像。僅發售DVD。

## 外部連結
- Yosui @ Inoue Mangrove Studio（页面存档备份，存于）：官方網站。
- -PARADISE DIGITAL-：由所屬唱片公司FORLIFE MUSIC ENTERTAINMENT架設的官網。
- The ART of Yosui：歌迷架設網頁。